# Vuurtoren van Longstone
De vuurtoren van Longstone (Longstone Lighthouse) staat op het rotseiland Longstone, dat deel uitmaakt van de Engelse Farne-eilanden. Deze eilandengroep ligt voor de kust van de unitary authority Northumberland, op ongeveer 2,5 tot 7,5 km. De vuurtoren maakt de scheepvaart attent op de gevaarlijke situatie rond de Farne-eilanden. Een aantal van deze rotsen staat tijdens hoogtij onder water waardoor ze onzichtbaar zijn voor voorbijvarende schepen. De toren verwief bekendheid door zijn rol in de redding van schipbreukelingen van de SS Forfarshire, een raderstoomboot die op 7 september 1838 op de rotsen verging. Vuurtorenwachter William Darling en zijn dochter Grace konden met hun roeiboot negen opvarenden in veiligheid brengen. De toren werd ook Outer Farne genoemd omdat hij samen met de toren van Inner Farne werd gebruikt als oriëntatiemiddel.
De toren was bemand tot september 1990. Na de automatisatie werd het beheer van de installatie overgenomen door het Planning Centre van Trinity House in Harwich in het Engelse Essex. Trinity House is verantwoordelijk voor de navigatiemiddelen in Engeland, Wales, Gibraltar en de Kanaaleilanden.

## Kenmerken en uitrusting

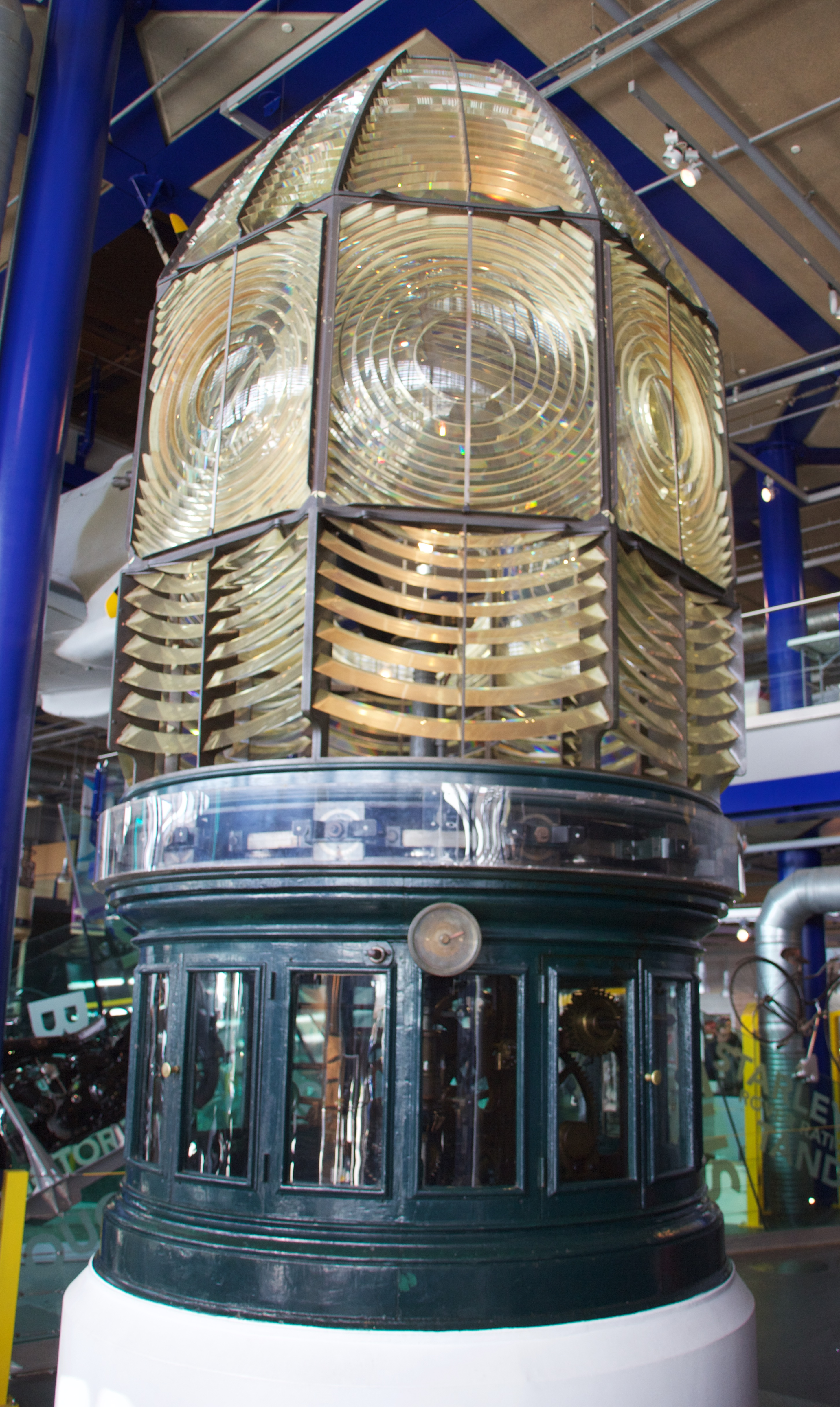
Deze lens werd in 1873 in de toren gemonteerd. Tijdens de modernisatie van 1952 werd de lens verwijderd om later overgebracht te worden naar het Thinktank, Birmingham Science Museum

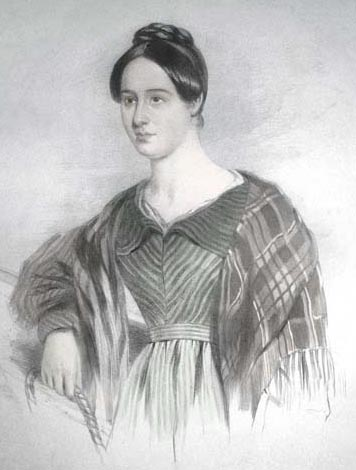
Portret van Grace Horsley Darling, de dochter van vuurtorenwachter William Darling.

Het complex staat op een afgeronde stenen basis. De 26 m hoge vuurtoren heeft een conische vorm. In het lichthuis roteert een catadioptrisch systeem van de derde orde dat dubbel is uitgevoerd. De twee ronde lenspanelen, elk met hun eigen lichtbron, werden naast elkaar gemonteerd. Aan de achterzijde van het systeem bevindt zich een identieke constructie, zodat er in het totaal vier lenspanelen zijn. Dit systeem genereert om de 10 seconden een witte schittering met een sterkte van 116.000 candela die zichtbaar is tot op een afstand van 18 zeemijl (ongeveer 33 km) en zich 23 meter boven het zeeniveau bevindt.
Naast de vuurtoren bevindt zich een kleiner torentje waarin het mistsignaal geïnstalleerd werd. Deze installatie genereert bij slechte zichtbaarheid om de 60 seconden twee opeenvolgende tonen. Op het overige deel van de stenen basis werd een verblijf voor vuurtorenwachters opgericht. Het volledige complex werd rood geschilderd. De vuurtoren en de mistinstallatie werden bijkomend voorzien van een witte horizontale band.
De toren kreeg het Maritiem Mobile Service Identiteit-nummer (MMSI-nummer) 992351127 toegewezen. Met dit uniek getal van 9 cijfers kan hij als radiostation geïdentificeerd worden.

## Geschiedenis

### Oprichting
Op het einde van de 17de eeuw vroeg Sir John Clayton aan Trinity House de toelating om een vuurtoren op de Farne-eilanden op te richten. Dit verzoek werd door de vennootschap afgewezen omdat er twijfel bestond over de mate waarin de aanvragers het onderhoud van de vuurtoren konden bekostigen. Om dezelfde reden werd ook de aanvraag afgewezen die door kapitein J. Blackett in 1755 werd ingediend.
In 1816 werd een eikenhouten baken dat opgericht was op de rots van Knivestone door de ruwe weersomstandigheden vernield. Dit baken werd vervangen door een opstand in gietijzer. Toen ook dit dagmerk in 1819 werd weggespoeld zag Trinity House de noodzaak in om een stenen vuurtoren op te richten. Joseph Nelson werd belast met het ontwerp en de bouw ervan. Nadat in maart 1825 de plaats voor het toekomstig bouwwerk op Longstone was bepaald, werd begonnen met de aanleg van de fundering die op 8 juni 1825 klaar was. Na de afwerking van bouwwerk in december 1825 kon in februari 1826 het torenlicht voor een eerste maal ontstoken worden.  Dit licht werd oorspronkelijk gegenereerd door 12 Argandse lampen en gebundeld door paraboolreflectoren met een diameter van 53,34 cm en een diepte van 22,86 cm. De totale kostprijs van de toren bedroeg £ 4.771, waarvan £ 1.441 voor de optiek bestemd was.

### Redding schipbreukelingen
Op 7 september 1838 sloeg de raderstoomboot SS Forfarshire te pletter tegen Harcar Rock, een rots die deel uitmaakt van de Farne-eilanden. Het schip was onderweg van Hull naar Dundee met een lading, 23 bemanningsleden en een onbekend aantal passagiers toen het overvallen werd door een zware storm. De achtersteven van het schip verdween in de golven, maar de voorsteven zat geklemd tussen de rotsen. De negen opvarenden die zich in de voorsteven bevonden konden zich tijdelijk in veiligheid brengen op het kleine rotseilandje.
Grace Darling, de dochter van vuurtorenwachter William Darling, zag vanuit haar slaapkamer in de vuurtoren het wrak en de schipbreukelingen. Ze wist haar vader ervan te overtuigen om, ondanks het stormweer, de negen opvarenden te redden met een coble, een kleine sloep. Samen met zijn dochter slaagde Darling erin om de schipbreukelingen in veiligheid te brengen in de vuurtoren. Omdat de boot te klein was om alle overlevenden mee te nemen was hij genoodzaakt om een tweede maal uit te varen. Grace Darling en haar moeder zorgden nog drie dagen voor de schipbreukelingen, totdat de storm ging liggen en het vasteland terug bereikbaar was.

### Beschadiging en modernisering
Op 1 augustus 1941 werd het eiland gebombardeerd waardoor de toren en het machinegebouw werden getroffen. Hierdoor werd ook de apparatuur van het mistsignaal vernield. Het gedoofde torenlicht werd enkel nog in werking gesteld wanneer een konvooi om een veilige doorgang verzocht.
In 1952 werd niet alleen de oorlogsschade aan de toren hersteld maar werd ook een modernisering doorgevoerd. Zo kreeg het complex een nieuw mistsignaal dat in een afzonderlijk torentje aan de oostzijde van de grote toren werd ondergebracht. Het bouwwerk werd voorzien van dieselgeneratoren die de stroom opwekten voor het nieuwe elektrische licht waarmee het lichthuis uitgerust werd. De oorspronkelijke fresneloptiek, die dateerde van 1873, werd verwijderd en later overgebracht naar het Thinktank, Birmingham Science Museum waar hij tentoongesteld werd. In deze periode werden ook nieuwe verblijven voor de vuurtorenwachters opgetrokken.

### Automatisatie en verdere modernisering
In 1990 werd de toren geautomatiseerd zodat hij kon beheerd worden vanuit het Planning Centre van Trinity House in Harwich. Hiervoor waren een aantal aanpassingen nodig zoals de installatie van een radiobaken en de plaatsing van een mistdetector die het mistsignaal automatisch activeerde.
Een verdere modernisering werd vanaf april 2015 doorgevoerd toen de toren werd voorzien van zonnepanelen. Door deze ingreep werd de lichtsterkte van de lichtbron teruggebracht van 640.000 candela naar 116.000 candela, waardoor de zichtbaarheid van het licht afnam van 24 zeemijl (ongeveer 44 km) naar 18 zeemijl (ongeveer 33 km). De twee lampen met een vermogen van 1000 W, waarvan een vierentwintig uur per dag brandde en een als reserve diende, werden vervangen door een elektronische lichtbron die minder stroom verbruikte, langer meeging en enkel nog bij duisternis brandde. Tijdens deze omschakeling werden ook overige onderdelen zoals navigatieapparatuur vernieuwd. Tijdens de werkzaamheden was het licht gedoofd en werd de functie van de toren tijdelijk overgenomen door een lichtschip. In de gebouwen werd een bezoekerscentrum ingericht dat enkel door een boot bereikt kan worden en dit wanneer de weersomstandigheden het toelaten.

## Geregistreerd monument
Het vuurtorencomplex werd op 22 december 1969 ingeschreven als grade II listed building op de Statutory List of Buildings of Special Architectural or Historic Interest. Hiermee werd het geheel erkend als een bouwwerk van speciaal belang dat in zijn huidige toestand moet bewaard blijven en daartoe ook moet worden onderhouden. De redenen voor deze registratie waren de grote landschappelijke waarde van het bouwwerk en het verband met Grace Darling.